# جيمس ولش
جيمس ولش (بالإنجليزية: James Welsh)‏ هو مجدف أمريكي، ولد في 8 مايو 1931 في هارفي في الولايات المتحدة.

## وصلات خارجية
- جيمس ولش على موقع الاتحاد الدولي للتجديف (الإنجليزية)
- جيمس ولش على موقع أوليمبيديا (الإنجليزية)